# Миколаївський обласний комітет ЛКСМУ
Миколаївський обласний комітет ЛКСМУ (комсомолу) — орган управління Миколаївською обласною комсомольською організацією Ле́нінської Комуністи́чної Спі́лки Мо́лоді Украї́ни (ЛКСМУ) (1937–1991 роки). Миколаївська область утворена 22 вересня 1937 року.

## Перші секретарі обласного комітету (обкому)
- 1937? — 1938 — Шнуров Костянтин Харитонович
- березень 1939 — червень 1941 — Удовицький Василь Семенович
- березень 1944 — серпень 1946 — Никонов Леонід Георгійович
- серпень 1946 — лютий 1948 — Персіянов Олександр Петрович
- лютий 1948 — серпень 1950 — Буданов Анатолій Микитович
- вересень 1950 — жовтень 1953 — Гусєва Антоніна Йосипівна
- жовтень 1953 — квітень 1959 — Немятий Василь Миколайович
- квітень 1959 — березень 1961 — Куліш Микола Юхимович
- березень 1961 — січень 1963 — Шараєв Леонід Гаврилович
- січень 1963 — грудень 1964 (промисловий) — Шараєв Леонід Гаврилович
- січень 1963 — грудень 1964 (сільський) — Єршов Аркадій Віталійович
- грудень 1964 — лютий 1967 — Шараєв Леонід Гаврилович
- лютий 1967 — листопад 1971 — Грицай Іван Трохимович
- грудень 1971 — січень 1974 — Попович Юрій Васильович
- січень 1974 — березень 1974 — Білоблоцький Микола Петрович
- березень 1974 — січень 1980 — Тазарачева Галина Михайлівна
- січень 1980 — березень 1983 — Новожилов Володимир Костянтинович
- березень 1983 — січень 1988 — Грішин Петро Миколайович
- січень 1988 — грудень 1989 — Корж Поліна Миколаївна
- грудень 1989 — листопад 1990 — Нагірний Олександр Іванович